# Shyrokyne
Shyrokyne (em ucraniano:  Широкине, pronounced [ʃɪˈrɔkɪne]) ou Shirokino (em russo:  Широкино) é uma vila no Raion de Mariupol, de Donetsk Oblast, na Ucrânia. A vila está situada na costa do Mar de Azov, cerca de 23km a leste do centro de Mariupol. 

## Guerra em Donbass
A vila se tornou um campo de batalha em 2014-15, durante uma guerra entre separatistas afiliados à República Popular de Donetsk (RPD) e o governo ucraniano.
Antes da guerra, a aldeia situava-se em Novoazovsk Raion. Isso foi alterado em 9 de dezembro de 2014, quando o parlamento ucraniano votou para mudar os limites do Raion, de modo a permitir que os territórios controlados pela Ucrânia fossem separados dos territórios controlados pela RPD. A aldeia e seus vizinhos foram assim colocados em um Raion de Volnovakha expandido.
Todos os civis foram evacuados da vila em fevereiro de 2015, e, em julho daquele ano, 80% das casas da vila estavam danificadas sem possibilidade de reparo.
No final de fevereiro de 2016, as tropas ucranianas tomaram a vila sob seu controle enquanto as forças pró-russas se retiravam do assentamento.
Desde janeiro de 2023, Shyrokyne está sob ocupação das forças russas, que anexaram Donetsk Oblast.